# Ennio Ponzi
Ennio Ponzi (L'Aquila, 15 marzo 1951 – L'Aquila, 27 marzo 2023) è stato un rugbista a 15 italiano.

## Biografia
Nato e cresciuto all'Aquila, si formò rugbisticamente nella società del capoluogo abruzzese, nella quale militò a lungo e con la quale ebbe tutta la sua carriera internazionale. Ha esordito in neroverde, all'età di 18 anni e 9 mesi, sotto la guida di Sergio Del Grande il 21 dicembre 1969 nella partita Fiamme Oro Padova-L'Aquila 3-3. Con L'Aquila ha disputato 193 incontri realizzando 1.121 punti frutto di 27 mete, 178 calci piazzati, 9 drop e 226 trasformazioni. Mediano d'apertura, ha vinto con l'Aquila due scudetti consecutivi nel 1981 e nel 1982, e ha disputato 20 incontri in nazionale italiana, per lo più in Coppa delle Nazioni / Coppa FIRA, ma nel curriculum internazionale figurano anche due incontri di rilievo contro un XV dell'Australia (che non concesse il cap), uno nel 1973 e l'altro, sotto la gestione di Roy Bish, a Milano nel 1976, in entrambi dei quali Ponzi segnò 11 punti.
Con 133 punti totali segnati in nazionale Ponzi è, a tutto il 2009, al quinto posto assoluto tra i marcatori internazionali azzurri.
Terminò la carriera al Rugby Roma nel 1986; in Serie A vanta 1.423 punti totali.

## Palmarès
- Campionati italiani: 2
L'Aquila: 1980-81, 1981-82